# Маханади
Махана̀ди (на английски: Mahanadi River, от санскритски „Maha“ – „голяма“ и „Nadi“ – река) е река в източната част на Индия. Тя е една от най-големите реки в страната и играе важна роля в икономиката ѝ.
Подобно на много други сезонни индийски реки Маханади се образува от няколко планински потоци, така че точен извор е невъзможно да се определи. Все пак най-далечния ѝ извор се намира на 442 m над морското равнище, южно от град Нагри в окръг Дхамтари на щата Чхатисгарх, в североизточната част платото Декан. Хълмовете тук са продължение на веригата Източни Гхати и дават началото на много други потоци, които след това се вливат в Маханади. В първите 80 km Маханади тече в северна посока и влиза в окръга Райпур, като митана покрай източните части на град Райпур. Тук реката е доста тясна и общата ширина на долината не превишава 500-600 m. След това реката завива на изток, минава през широка и плодородна равнина и се влива в Бенгалския залив на Индийския океан като образува обширна делта (площ около 15 000 km²) заедно с реките Брахмани, Байтарани и др. Дължина 858 km, площ на водосборния басейн 141 600 km²..
Основни притоци: леви – Сеонохт, Хасдо, Манд, Иб; десни – Пайри, Джонк, Онг, Тел, Салки.
По време на летните мусони оттокът в долното ѝ течение е над 50 000 m³/s, при това реката носи голямо количество наноси и често се разлива по околните долини, предизвиквайки наводнения. През зимния сух период Маханади се превръща в малка и тясна река с отток 30 m³/s. Среден годишен отток 2100 m³/s.
Преди да навлезе в равнините на Ориса на около 11 km от град Катака тя протича между два хълма, които са на около 2 km един от друг. Тук е построен бараж, за да регулира оттокът ѝ. Близо до град Самбалпур е построена хидроелектроцентралата „Хиракуд“, която е с мощност 350 MW. Височината на язовирната стена е 49 m, дължината – 4,8 km, а заедно с бреговите насипи – 25,5 km, което я прави най-дългата язовирна стена в света. Образуваното водохранилище позволява да се напояват около 400 000 хектара земеделски земи, заети предимно с оризови полета. Корабоплаването е възможно само по нейното долно течение, на 150 km от устието.